# Wenzu Gabaretta
Wenzu Gabaretta (* 18. Oktober 1917 in Alexandria, Ägypten; † 17. März 2000) war ein maltesischer Fußballspieler auf der Position des Torwarts, der für den Chronisten des maltesischen Fußballs, Carmel Baldacchino, der beste maltesische Torhüter aller Zeiten ist. Zeitweise spielte Gabaretta auch auf der Position eines Stürmers.

## Leben
Gabaretta wurde als Sohn maltesischer Eltern in der ägyptischen Stadt Alexandria geboren, wo er auch aufwuchs und seine Jugend verbrachte. Obwohl er in seiner Jugend zunächst als Stürmer gespielt hatte, zog es ihn schon bald ins Tor. 
Nachdem er 1936 in die Heimat seiner Eltern zurückgekehrt war, heuerte Gabaretta bei den Floriana Tigers an, für die er  in der Saison 1936/37 das Tor hütete. Aufgrund seiner guten Leistungen wurde er vom Erstligisten FC St. George’s verpflichtet, für den er in der Saison 1937/38 im Tor stand. 
Als er daraufhin zum Militärdienst eingezogen wurde, durfte er für keinen Verein außerhalb des Militärs spielen. Erst 1939 wurde ihm die Erlaubnis erteilt, wieder für einen zivilen Verein zu spielen. Doch der Platz im Tor beim FC St. George’s war mittlerweile an Harry Edwards vergeben, der vom Ligakonkurrenten und aktuellen Meister Sliema Wanderers verpflichtet worden war. Gabaretta blieb dennoch zunächst beim FC St. George’s, der ihn nun als Mittelstürmer aufstellte.
Später kehrte Gabaretta wieder ins Tor zurück und spielte unter anderem noch für den FC Floriana, die Sliema Wanderers, den FC Valletta und den Rabat FC.
1952 zog Gabaretta sich aus dem Fußball der ersten Liga zurück und spielte noch bis in die 1960er-Jahre für seinen ehemaligen Verein FC St. George’s in der drittklassigen Second Division sowie der unterklassigen Third Division. 
Nach seiner aktiven Laufbahn war Gabaretta zeitweise als Trainer tätig.
Er ist in Paola auf dem Friedhof Santa Maria Addolorata begraben, dem größten Friedhof des Landes.